# Magnox (reaktor jądrowy)
Magnox – typ wczesnego reaktora jądrowego produkcji brytyjskiej z moderatorem grafitowym i chłodzeniem gazowym, w którym wykorzystywano paliwo w koszulkach ze stopu Magnox. Wyprodukowano ogółem 11 takich reaktorów, które zostały zabudowane w pierwszych brytyjskich komercyjnych elektrowniach jądrowych. Cztery pierwsze reaktory Magnox zastosowano w pierwszej takiej brytyjskiej elektrowni - elektrowni Calder Hall.